# Almocafre
Almocafre é um sacho fabricado inicialmente para uso na agricultura e, posteriormente, introduzido no garimpo manual de ouro.

## Descrição
Palavra incomum, desconhecida das pessoas, inclusive dos garimpeiros brasileiros, mais presente na língua espanhola do que na portuguesa.
O almocafre foi introduzido pelos Árabes na Península Ibérica, para uso na agricultura, em especial a espanhola. De lá migrou e foi adaptada para uso na mineração de ouro (e, posteriormente, diamantes), com vista remover o cascalho do leito dos rios e encostas no processo de separação do ouro. Seu formato é melhor compreendido na observação das figuras em anexo. (7)
A palavra é de origem Árabe, de “Al muhaffer”, que significa “o cavador”. (1)
A primeira citação na língua portuguesa remete a 1624. (2)
Seu uso na mineração brasileira foi pioneiramente descrito em 1711. (3)
Entre o final do século XVII e o princípio do XVIII, com a descoberta das ricas jazidas auríferas na região das Minas pelos bandeirantes paulistas, teve início o grande surto de mineração, chamado “ciclo do ouro”. O rei de Portugal criou, em 1702, a Intendência das Minas, um órgão encarregado de controlar a exploração do ouro, cobrar impostos e julgar os crimes praticados na região. (7)
Quando o garimpeiro descobria uma mina, era obrigado por lei a informar ao intendente, que mandava dividir a mina em lotes auríferos chamados de datas. O descobridor tinha direito a escolher duas datas; uma era reservada ao rei e as outras eram distribuídas entre os mineradores; as maiores para quem tivesse mais escravos. (7)
Nos "Autos da Devassa da Inconfidência Mineira" no volume VI, página 69, lê-se (4)
SÃO JOSÉ DO RIO DAS MORTES em 25-05-1789, Traslado do sequestro feito ao Vigário Carlos Correia de Toledo, por João Batista Lustosa, Escrivão das Execuções Cíveis nesta Vila de São João del; (...)   “eu Escrivão ao diante nomeado fui vindo, junto com o Meirinho dos ausentes Bernardo José da Silva, e sendo aí, em virtude do mandado retro, e despacho supra, chegou o dito Meirinho à pessoa do Tenente Manuel Francisco de Toledo e lhe deferiu o juramento dos Santos Evangelhos, em um livro deles, em que pôs sua mão direita, sub cargo do qual lhe encarregou jurasse a verdade, do que soubesse, e lhe fosse perguntado, e perguntando-lhe o dito Meirinho se tinha bens em seu poder, ouro, prata ou bens móveis, ou outros quaisquer, pertencentes ao Reverendo Carlos Correia de Toledo, ou se sabia quem os tivesse? E recebido por ele o dito juramento, debaixo do qual disse, e declarou, que na paragem tinha o dito reverendo terras minerais, e águas com um rego puxado com água que cobre parte das ditas terras minerais: e assim mais doze escravos por nomes Romão Crioulo, José Banguela, João Mina, Custódio Crioulo, Domingos Angola, Leonardo Crioulo, Tomás Angola, Agostinho Crioulo, Antônio Banguela, Apolinário Crioulo; Manuel Monjolo e Alberto Crioulo; e declarou mais que se acha como administrador trabalhando com os ditos escravos em um serviço de grupiara, pertencente ao dito reverendo, e mais ferramentas, a saber, seis alavancas de ferro, quatro cavadeiras de ferro, doze enxadas, oito em bom uso, e quatro já mais velhas, quatro almocafres em bom uso; e declarou mais que nas ditas terras águas minerais e rego é em igual parte sócio com o Doutor Manuel Rodrigues Pacheco Morais, e mais não disse... (grifo nosso) Disponível em: http://portaldainconfidencia.iof.mg.gov.br/leitura/web/v6?p#
A palavra almocafre aparece mais cinco vezes neste volume (nenhuma vez nos demais dez volumes da coleção). Em uma citação há referência ao valor de quatro peças usadas: “1 mil e duzentos réis. A título de comparação, um machado 300 réis”. (7)
A figura 1 mostra um almocafre novo, para uso na agricultura, disponível para compra nas lojas de ferramentas agrícolas da Espanha e do México. A figura 2 apresenta um almocafre antigo, fabricado no Brasil, no século XXVIII, destinado ao garimpo de ouro e de diamantes. É o único conhecido com tal grau de conservação (aparentemente nunca foi usado), a peça é extremamente rara e foi doada pelo proprietário (José Carlos Serufo) ao Museu do Instituto Histórico e Geográfico de Minas Gerais, Brasil, onde pode ser visitada. (5) (6)
Em 2018 foi produzido um suplemento especial da Revista do Instituto Histórico e Geográfico de Minas Gerais que parte da primeira descrição do almocafre por um agricultor árabe em Sevilha, na Espanha do século XXII; analisa dois livros proibidos pela Coroa Portuguesa, um impresso em Lisboa, em 1711, e o outro, impresso clandestinamente em Sevilha, em 1792, o qual é o mais antigo documento sobre os caminhos do ouro no Brasil Colonial; apresenta aos leitores a primeira fotografia de um almocafre, feita em 1888, e finaliza com os resultados de uma pesquisa de campo que vasculhou, por cinco anos, sítios de mineração setecentista em Minas Gerais, onde se deu o achado de várias ferramentas de garimpo, em especial, de um almocafre de forja antiga que, se comparado aos existentes nos museus, é o único em seu perfeito estado de conservação (figura 2). O suplemento (Revista do Instituto Histórico e Geográfico de Minas Gerais, volume 42, suplemento I) pode ser solicitado ao IHGMG no endereço [] . O acervo de 20.000 livros e o museu encontram-se abertos ao público.

## Fontes Bibliográficas

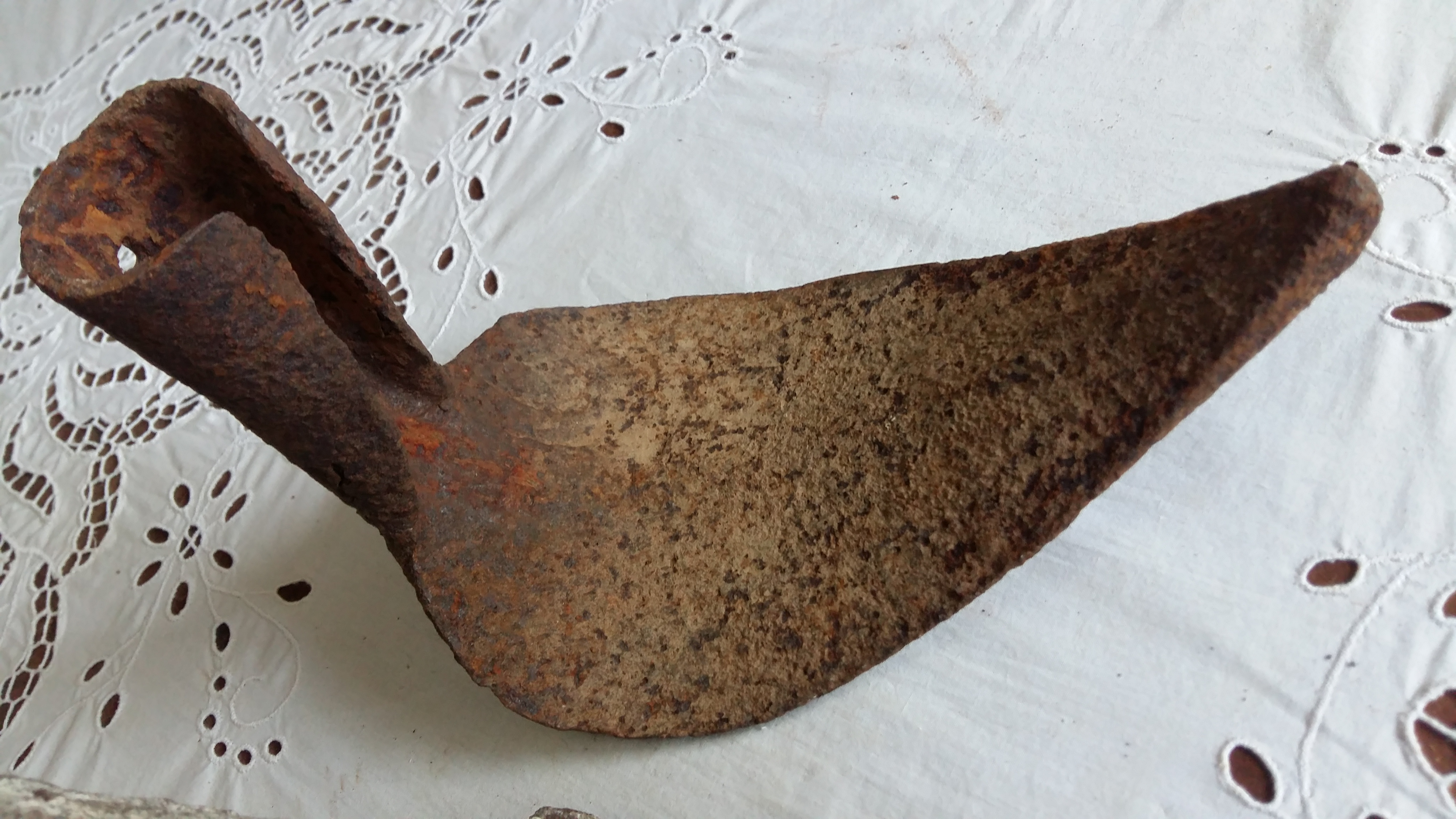
Figura 2: Almocafre Antigo (Pertence ao Acervo do Instituto Histórico e Geográfico de Minas Gerais)

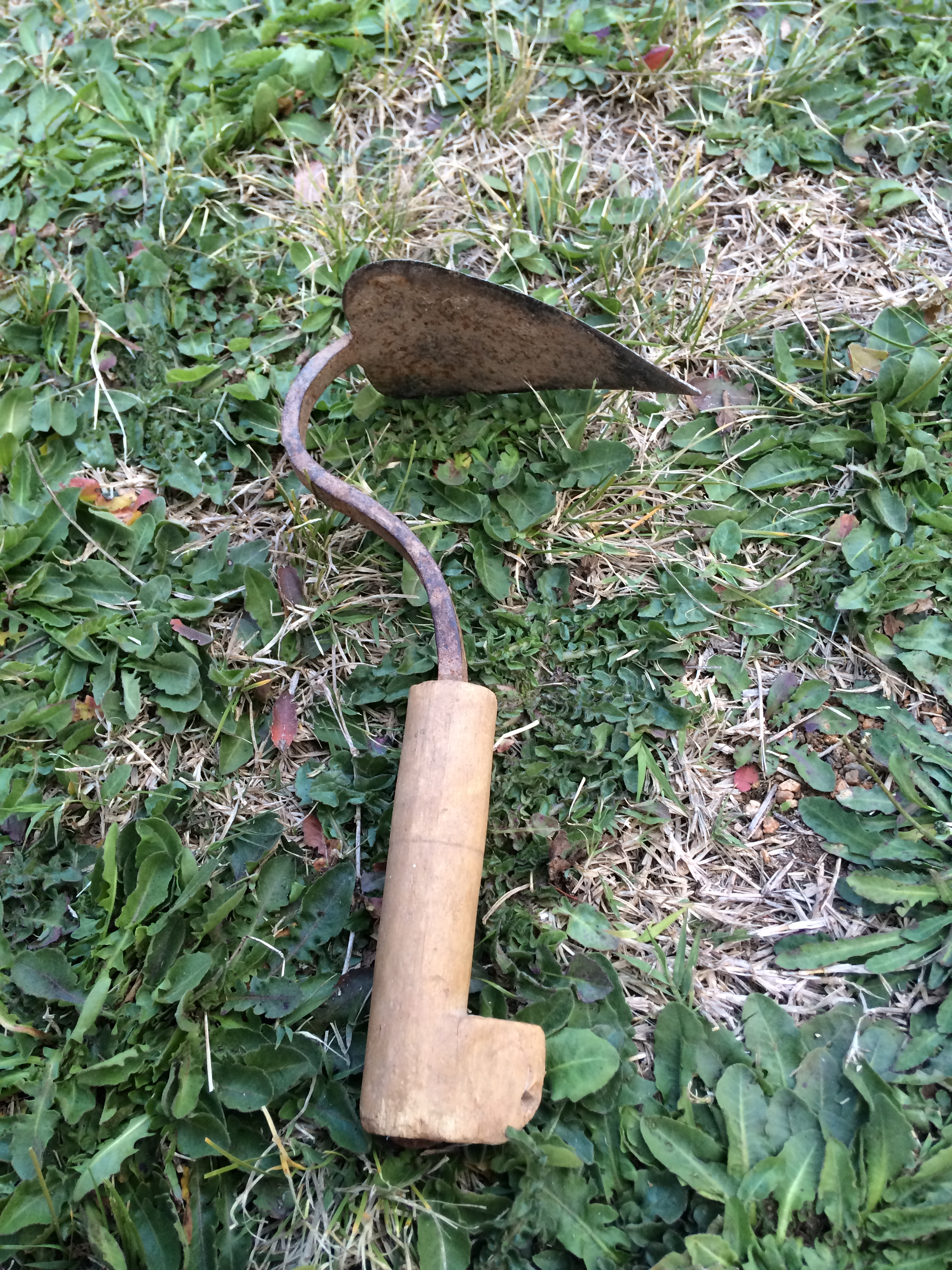
Figura 1: Almocafre atual (Espanha e México)